# Disa draconis
Espèce
Statut CITES
Disa draconis est une espèce de la famille des Orchidaceae. Elle est présente en Afrique du Sud dans la Province Cap.

## Description
Géophyte tubéreux

## Liste des variétés
Selon GBIF (17 mai 2024) :
- Disa draconis var. draconis
- Disa draconis var. harveiana (Lindl.) Schltr.

## Systématique
Le nom correct complet (avec auteur) de ce taxon est Disa draconis (L.f.) Sw..
L'espèce a été initialement classée dans le genre Orchis sous le basionyme Orchis draconis L.f..
Disa draconis a pour synonymes :
- Orchis draconis L.f.
- Satyrium draconis (L.f.) Thunb.